# Potyczka pod Yevenes
Potyczka pod Yevenes – starcie zbrojne, które miało miejsce 24 marca 1809 roku pod Yevenes w czasie trwania kampanii hiszpańskiej pomiędzy wojskami francusko-polskimi dowodzonymi przez płk. Jana Konopkę a wojskami hiszpańskimi.

## Podłoże
Dywizja polska gen. Valance’a ze składu korpusu gen. Sebastianiego wyszła z Toledo w kierunku południowo-zachodnim z zadaniem opanowania Andaluzji 20 marca i zatrzymała się 23 wieczorem w miejscowości Mora. Pułk lansjerów miał wyznaczony nocleg w pobliskim Orgaz u podnóża gór. Tymczasem za górami, w rozległej kotlinie, znajdowała się duża wieś Yevenes (według różnych przekazów także Jevenes lub Ivenes, w rzeczywistości Los Yébenes), którą Polacy znali z wcześniejszej służby patrolowej w tej okolicy. Uważając, że we wsi tej są lepsze warunki do noclegu i odpoczynku, płk Konopka tam właśnie poprowadził swój oddział. Miejsce to było jednak bardzo niekorzystne pod względem obronnym. Oto jak pisał o tym naoczny świadek, wachmistrz Kajetan Wojciechowski: „Była to pozycja dla kawalerii ze wszech miar niebezpieczna, albowiem jedyna droga prowadziła w zygzak przez górę, z której ani na prawo, gdyż niebotyczne wisiały skały nad głową, ani na lewo, bo przepaść pod nogami była, kroku w bok zrobić nie można było, a jednak tą jedyną drogą pozostawała nam rejterada na przypadek napadu nieprzyjaciela”.
Jak wynika z powyższego opisu miejsce na nocleg było źle wybrane, bo choć zapewniało dobre warunki spoczynku, mogło się stać śmiertelną pułapką dla obozującego oddziału, bowiem w przypadku zagrożenia nie miał on ani dość miejsca, by rozwinąć się do ewentualnej walki, ani dróg zapewniających szybki i bezpieczny odwrót.
Dlaczego płk Konopka wybrał to miejsce na popas? Być może przyczyny należy szukać w tym, że ani Francuzi ani Polacy nie wiedzieli o gromadzących się w okolicy oddziałach hiszpańskich. Pułkownik, przestrzegany przed wyborem tego miejsca przez oficerów ze swego sztabu odpowiadał, że nieprzyjaciel jest wciąż daleko, o parę dni marszu nad rzeką Gwadiana.
Pułk rozlokowano kompaniami po większych gospodarstwach we wsi, tam też znalazły miejsce furgony taborowe. W centrum rozlokowano piątą kompanię, która (pod dowództwem kpt. Jana Szulca) pełniła tego dnia służbę. Na drogach dojazdowych rozstawiono czujki.

## Bitwa
Noc z 23 na 24 marca była (według relacji Wojciechowskiego) spokojna. Wprawdzie warty kilkakrotnie meldowały, że z pobliskich wiosek dochodzi ujadanie psów oraz tętent kopyt, ale meldunki te zostały zbagatelizowane. Po północy wszystko okryła gęsta mgła. O świcie, skoro się tylko rozwidniło, otrąbiono pobudkę i dano rozkaz do kulbaczenia koni. Oficerowie odpoczywali jeszcze na kwaterach. W tym momencie na polskie posterunki wpadła masa hiszpańskiej kawalerii. Powstało zamieszanie, pułkownik Konopka wypadł z domu rzekomo w samej bieliźnie.
Lansjerzy z 5. kompanii natychmiast nawiązali walkę z nieprzyjacielem. Reszta pułku w ogromnym zamieszaniu formowała się na placu pośrodku wsi. Za kawalerzystami ustawiły się furgony taborowe, które natychmiast odesłano w kierunku Orgaz. Mgła podniosła się w końcu i Polacy ujrzeli szeregi kawalerii hiszpańskiej oraz dwie baterie artylerii konnej. Pułkownik Konopka, widząc olbrzymią przewagę nieprzyjaciela, wydał jedyny możliwy w tej sytuacji rozkaz wycofania się ku głównym siłom francuskim.
Szwadrony wykonały zwrot i w szyku marszowym ruszyły w kierunku Orgaz, z pułkownikiem i majorem Andrzejem Ruttié na czele. Straż tylną nadal stanowiła 5. kompania, która osłaniała resztę oddziału.
Ułani prowadzeni przez Konopkę wkrótce natknęli się na dwa pułki kawalerii hiszpańskiej stojące na ich drodze. Konopka zawołał: „Naprzód dzieci!” i idąca na czele 8. kompania pochyliła lance uderzając na wroga. Był nim pułk karabinierów królewskich (hiszp. carabiñeros reales), jeden z lepszych w armii hiszpańskiej. Tarasował wąską drogę nad przepaścią nie mogąc się ani wycofać, ani iść naprzód.
Rozpoczęła się bezpardonowa walka. Lansjerzy mieli przewagę długości lanc, więc karabinierzy, uzbrojeni w pałasze, byli z góry skazani na przegraną. W straszliwym ścisku, gdzie w szeregu walczyło nie więcej jak kilku ludzi, tworzyły się zatory z trupów końskich i ludzkich, co utrudniło wszelki manewr. Karabinierzy, stłoczeni pomiędzy atakującymi Polakami i stojącym za nimi następnym pułkiem hiszpańskim, nie mieli żadnych szans. Jedni w rozpaczy rzucali się w przepaść, inni próbowali wdrapywać się na skalne zbocza. Ci co stali na drodze, ginęli.
Uderzenie lansjerów zaskoczyło Hiszpanów jeszcze przed chwilą pewnych sukcesu. Teraz zaczęli się chwiać, a tylne ich szeregi zawracały konie do ucieczki. Widząc, że szeregi przeciwnika rzedną, ułani z jeszcze większym animuszem nacierali na nieprzyjaciela. Wkrótce, przerąbawszy się do miejsca, gdzie droga stawała się szersza, ruszyli najpierw kłusa, a potem galopem.
Jadący na czele płk Konopka, wraz z majorem Ruttie i kilkunastoma ułanami, oderwał się od reszty oddziału, który wydostał się w końcu na otwartą przestrzeń i tam zaczął się formować by odeprzeć kawalerię hiszpańską wylewającą się właśnie z wąwozu w pościgu za lansjerami. Dowódca polskiego pułku dotarł bezpiecznie do Mora, gdzie stacjonowały główne siły dywizji Valance’a, święcie przekonany o zagładzie swego oddziału. Tymczasem ten, sformowany przez szefa szwadronu Telesfora Kostaneckiego, przebił się przez wroga i okrężną drogą – przez Consuegrę – dotarł po kilku godzinach do Mora.

## Skutki
Pod Yevenes pułk poniósł znaczne straty. Zginął por. Stanisław Moszyński (Molzinski), zaś kapitanowie Jan Szulc i Kajetan Stokowski oraz por. Stawierski i lekarz Jan Gryll, wszyscy ranni, zostali wzięci do niewoli, bo warunki odwrotu były tak trudne, że pułk nie mógł zabrać ze sobą swoich rannych. Stan osobowy pułku w okresie od 8 marca do 15 kwietnia zmniejszył się o 89 ludzi. Po odliczeniu 47 wziętych do niewoli pozostaje brak 42 ludzi, co najpewniej przedstawia liczbę zabitych pod Yevenes.
Pułk stracił ponadto pod Yevenes wszystkie furgony taborowe, a wraz z nimi sztandary szwadronów, dar od cesarzowej Józefiny otrzymany jeszcze w 1802 we Włoszech. Tę ostatnią stratę uważano w szeregach za plamę na honorze pułku i solennie postanowiono zmyć ją w najbliższym czasie. Porażka ułanów w tej bitwie stała się głośna w całej Hiszpanii. Była to bodajże jedyna klęska, jaką zadali im Hiszpanie w czasie całej wojny na półwyspie. Mocno zapewne uraziła ich dumę i zachwiała, zdobytą w poprzednich kampaniach, sławę. Dlatego „los infernos picadores” z całą zaciekłością dążyli do odzyskania dawnej chwały, długim łańcuchem aktów szaleńczej odwagi i poświęcenia pracowali nad odbudową swej reputacji, jaką cieszyli się w Armée d’Espagne.
Już wkrótce lansjerzy zemścili się na Hiszpanach. 27 marca 1809 pod Ciudad Real zdobyli most, rozbili czworoboki hiszpańskiej piechoty, następnie ścigali uciekających, a gdy ci następnego dnia stanęli pod Santa Cruz, lansjerzy sami, nie czekając na resztę korpusu, rozbili ich jeszcze raz. Sława „piekielny lansjerów” tak dalece ich wyprzedziła, że 18 września 1809 w bitwie pod Ocañą, samym swym widokiem doprowadzili do ucieczki z pola wspomniany już pułk carabiñeros reales.
Z początkiem maja płk Konopka opuścił oddział i udał się do Francji. Przez pewien czas przebywał w Sedanie, gdzie stacjonował szwadron zapasowy oddziału. Do pułku powrócił dopiero po piętnastu miesiącach. Rezultatem utraty sztandarów była odmowa przyznania pułkowi nowych (nawet po świetnym zwycięstwie w bitwie pod Albuerą), a w konsekwencji rozformowanie jednostki i przekształcenia jej w 7. pułk lansjerów francuskich.

## Los straconych sztandarów
Jak to jednak było ze sztandarami lansjerów? Wojciechowski opowiadał o tym tak:
„Kiedy zsiadłem z konia, wziąłem Kazabana na stronę i zapytałem dlaczego nasz pułkownik, zawsze taki odważny i przewidujący, właśnie dziś stracił kompletnie głowę i kłamał przed generałem co do przyczyn porażki. Nie mogłem pojąć o co generał się piekli, skoro cały pułk jest już bezpieczny. Kazaban zaczerpnął oddechu, po czym chwycił mnie za rękę i powiedział: No tak, pułk jest bezpieczny, ale stało się coś gorszego. Straciliśmy sztandary pułkowe, te same, co dostaliśmy wiele lat temu w Italii i które Napoleon chciał wymienić na nowe gdy został cesarzem z powodu rewolucyjnych symboli, jakie wyhaftowała dla nas Józefina. Pułk się wtedy nie zgodził i sztandary do dzisiaj były z nami.
O czym ty, do diabła, mówisz?! – krzyknąłem – Przecież one zostały w naszym depot w Madrycie!
Tak, masz rację – powiedział na to – drzewca i pokrowce zostały, ale płachty ja sam, własnymi rękami, pakowałem w największym sekrecie do pułkownikowskiego furgonu. Furgony zostały po tamtej stronie gór i na pewno już wpadły w łapy Hiszpanów... Osłupiałem. Zdałem sobie sprawę z konsekwencji, jakie mogą spaść na cały pułk, który w takiej sytuacji może zostać rozwiązany, a my – lansjerzy – niezależnie od tego, jacy dzielni jesteśmy, możemy być na przyszłość pozbawieni wszelkich zaszczytów i nagród”.
To była prawda, pułk utracił swe sztandary, a stało się to wbrew ścisłym rozkazom, zgodnie z którymi sztandary miały zostać w bezpiecznym miejscu na tyłach. W rezultacie pułk nie został – mimo rekomendacji samego Joachim Murata – zaliczony do Gwardii Cesarskiej i nigdy nie zyskał prawa do nowych sztandarów.
W swym sprawozdaniu z akcji dowódca hiszpański hrabia Cartaojal napisał 29 marca (co zostało opublikowane w hiszpańskich gazetach 1 kwietnia) o stratach poniesionych przez lansjerów:
„98 ludzi, w tym jeńców i 3 oficerów, a nadto sztandar, konie, lance i ekwipunek”.
A w późniejszej nocie do Najwyższej Junty Sewillii dodał:
„W Los Yebanes wzięto jeszcze dwa sztandary polskiego pułku, które znaleźliśmy przy poległym w bitwie oficerze”.
Wynika z tego, że Cartaojal zdobył trzy z czterech sztandarów i że te dwa były w posiadaniu lansjera, który – zdając sobie sprawę z ich znaczenia – próbował je ocalić i w trakcie tego zginął. Ostatni prawdopodobnie został spalony wraz z furgonami taboru, a więc tam, gdzie się go nikt nie mógł spodziewać.
Co stało się z tymi trzema sztandarami od bitwy do chwili, w której dwa z nich zawisły jako trofea w Kaplicy Królewskiej św. Franciszka katedry w Sewilli nie jest do końca jasne, ale na podstawie kilku zachowanych dokumentów da się zbudować pewną hipotezę:
Wszystkie trzy znajdowały się prawdopodobnie w rękach sztabu armii hiszpańskiej bez jakiegokolwiek zamiaru prezentowania publicznie, aż do bitwy pod Albuerą, kiedy to brytyjscy sprzymierzeńcy zostali „zmasakrowani” przez Lancjerów Nadwiślańskich – dokładnie tych samych, którzy stracili sztandary pod Yevenes. Z całą pewnością właśnie wtedy hiszpańskie dowództwo postanowiło wydobyć zapomniane trofea i pokazać je jako sztandary zdobyte pod Albuerą, głównie dla podniesienia upadłego morale własnych wojsk, które zostały pominięte milczeniem w brytyjskim sprawozdaniu z bitwy.
Tak właśnie należy rozumieć słowa o „wzięciu polskiego sztandaru przez regiment z Murcji”, które generał Lardizabal wymienił w swoim raporcie po bitwie. Była to nieprawda, bo pod Albuerą Hiszpanie nie wzięli żadnych sztandarów, a tym bardziej sztandaru 3. szwadronu lansjerów. Chodzi więc bez wątpienia o jeden z trzech sztandarów spod Yevenes.
Siedem dni później Sebastian Llano, adiutant hiszpańskiego generała Blake’a, stawił się przed obliczem Kortezów Kadyksu z wymienionym w raporcie trofeum – sztandarem trzeciego szwadronu i oznajmił: „z trzech sztandarów wziętych na naszych nieprzyjaciołach mam honor zaprezentować Waszym Ekselencjom ten właśnie, jako hołd złożony narodowi, który reprezentujecie”. Sztandar ten został zdeponowany w kościele San Felipe Neri w Kadyksie i ślad po nim zaginął.
W roku 1889 sewilski kronikarz J. Gestoso opublikował w serii „Chwała Narodowa” kolorową reprodukcję sztandaru 1. szwadronu z informacją, że jest „przechowywany w Kaplicy Królewskiej katedry w tym mieście”, lecz z błędną informacją, że pochodzi z czasów bitwy pod Bailén. W rok później ten sam autor, w swym „Przewodniku po Sewilli”, wspominał o dwóch polskich sztandarach w Kaplicy Królewskiej, ale ponownie łącząc je z Bailen i nie wiedząc najwyraźniej, że lansjerzy w tej bitwie nie brali udziału – co więcej – że wszystkie trofea wzięte wówczas przez Hiszpanów – zostały odzyskane przez Józefa Bonaparte w roku 1810.
W chwili obecnej w katedrze sewilskiej znajduje się jedynie sztandar 2. szwadronu, bowiem ten należący do 1. szwadronu znalazł się (w nieznanych okolicznościach) około roku 1910 w Musée de l’Armée w Paryżu, gdzie jest przechowywany do dzisiaj bez słowa wyjaśnienia, że zdobyli go Hiszpanie.
Na koniec wypada przedstawić dalsze losy płk. Konopki, który – wbrew wyraźnym rozkazom – kazał umieścić sztandary w taborowym furgonie. Ryzykował wiele, po utratę dowództwa włącznie. Tymczasem nic mu się nie stało: wyjazd do Francji (a z pewnością miał związek ze śledztwem w tej sprawie) trwał długo, ale nie miał żadnych następstw. Co więcej – po bitwie pod Albuerą – dostał generalską nominację, został baronem cesarstwa i na zawsze zniknął z polskiego wojska.
Wkrótce, w stopniu grossmajora, został instruktorem „robienia lancą” w 1. pułku szwoleżerów gwardii. W trakcie kampanii rosyjskiej wyprosił dowództwo nad nowo tworzonym 3. pułkiem szwoleżerów litewskich. Ale w październiku 1812 roku w Słonimiu, w przeddzień wymarszu, dostał się (podczas bankietu) wraz z niemal całym pułkiem, bez walki do niewoli rosyjskiej. Pobyt w niewoli zniszczył mu zdrowie i zmarł w połowie stycznia 1815 roku już jako generał brygady w dywizji jazdy Królestwa Polskiego.